# Дебралі Скотт
Дебралі Скотт (англ. Debralee Scott; нар. 2 квітня 1953, Елізабет, Нью-Джерсі, США — пом. 5 квітня 2005, Амелія, Флорида, США) — американська акторка найбільше запам'яталася глядачеві в американських ситкомах початку 1970-х та 1980-х років.

## Життєпис
Дебралі Скотт народилася 2 квітня 1953 року в Елізабет, Нью-Джерсі, США. Зніматися в фільмах почала з 1971 року і також в основному це були ситкоми, комедійні шоу. Популярність акторці принесли фільми «Поліцейська академія» (1984), і «Поліцейська академія 3: Знову до академії» (1986), де вона зіграла на початку першого фільму роль місіс Феклер, і в другому фільмі курсантки Феклер. Після зйомок у двох частинах Поліцейської академії, Скотт припинила акторську діяльність, почала працювати агентом в Нью-Йорку в компанії «Empowered Artist». У 2000 році Скотт почала працювати на радіо у Беверлі-Гіллз.

## Смерть
У 2005 році Дебралі Скотт переїхала до Флориди, де проживала зі своєю сестрою. Причиною переїзду стало вбивство чоловіка Дебралі Скотт, Джона Деніса Леві, який був поліцейським. Здоров'я акторки почало погіршуватися, і вона впадала в кому. Їй вдалося вийти з коми і її виписали з лікарні. Але після цього, 5 квітня 2005 року Дебралі Скотт вирішила трохи відпочити, але померла уві сні. Причиною смерті за повідомленням матері Дебралі Скотт стали проблеми з алкоголем, що призвело до цирозу печінки. Причиною вживання алкоголю було переживання смерті чоловіка, але Дебралі Скотт це заперечувала.

## Вибрана фільмографія
| Рік  |   | Українська назва                          | Оригінальна назва                  | Роль           |
| ---- | - | ----------------------------------------- | ---------------------------------- | -------------- |
| 1971 | ф | Брудний Гаррі                             | Dirty Harry                        | Енн Мері Дікон |
| 1973 | ф | Американські графіті                      | American Graffiti                  | дівчина Фальфи |
| 1984 | ф | Поліцейська академія                      | Police Academy                     | місіс Феклер   |
| 1986 | ф | Поліцейська академія 3: Знову до академії | Police Academy 3: Back In Training | курсант Феклер |